# Chrysler Voyager
Chrysler Voyager (укр. Крайслер Вояджер) - мінівен, що випускається корпорацією Chrysler. Продажі Voyager стартували в 1988 році в Європі. Voyager є майже повною копією Plymouth Voyager і Dodge Caravan. Подовжена версія називається Chrysler Grand Voyager. Так само існує у військовому виконанні і для країн Південної Африки з баками підвищеного об'єму місткістю 340 і 290 літрів.
Базова комплектація моделі Вояджер варіюється в залежності від модельного ряду автомобіля протягом 2001-2008 років. Стандартна збірка включає в себе: регульовані задні сидіння з трьохточковими ременями безпеки, подушки безпеки для водія і пасажирів і CD програвач. Базова комплектація, також, доповнена вікнами з електроприводом і бічними дзеркалами заднього виду з підігрівом і безключовим доступом. 
Chrysler Voyager 2001 року оснащений стандартним 3,3-літровим 6-циліндерним двигуном, потужністю 180 кінських сил, з'єднаний з 4-ступінчастою трансмісією. Існує можливість оснастити автомобіль 3,8-літровим 6-циліндерним двигуном, потужністю 215 кінських сил. З 2002 року став, також, доступний 3,5-літровий 6-циліндерий двигун, який є найпотужнішим в цьому класі. 
З 2011 року продається в Європі також під маркою Lancia Voyager.

## Перше покоління (1988–1990)

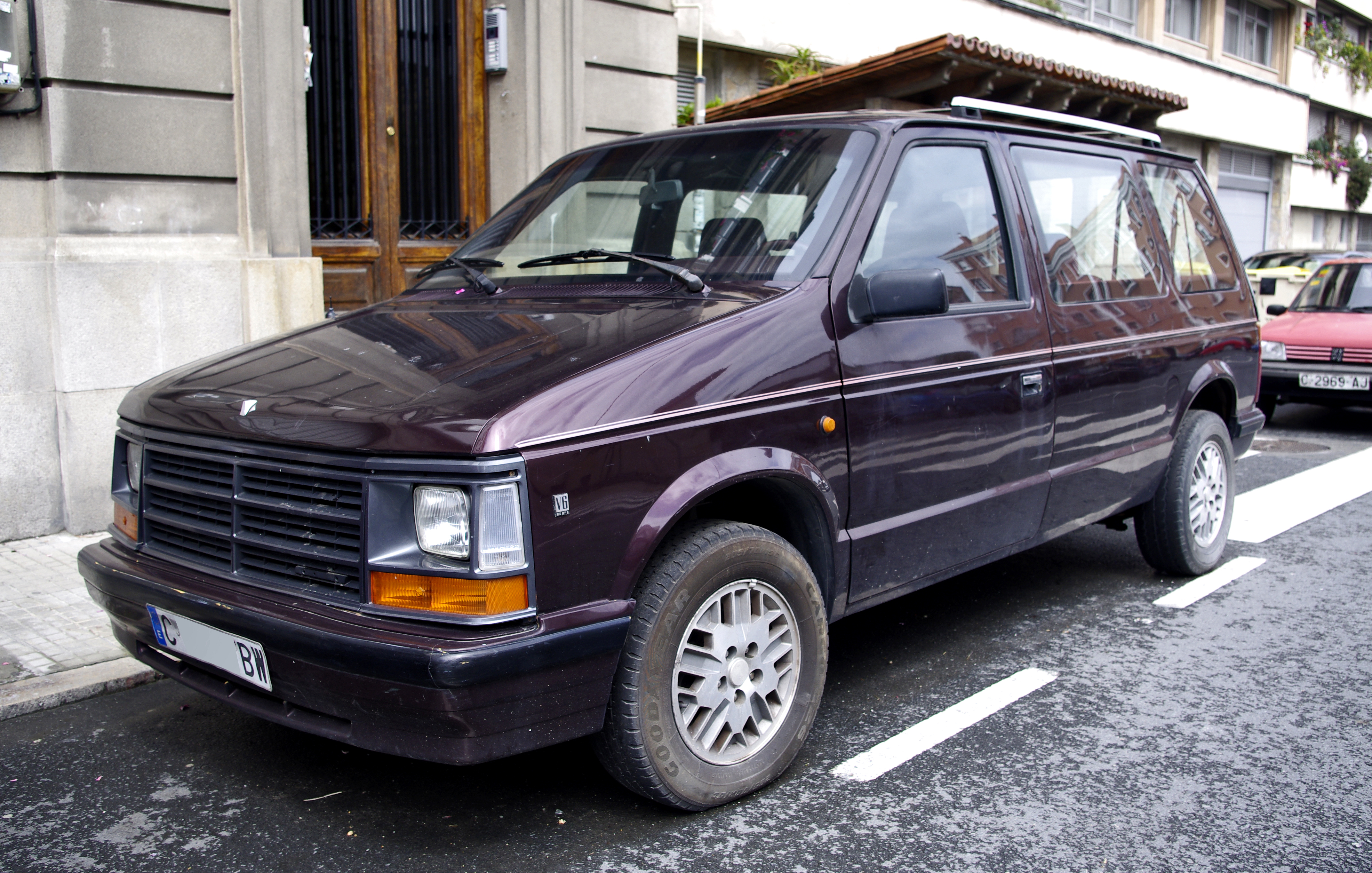
Chrysler Voyager 1

Caravan вперше був представлений як північноамериканський мінівен для ринків Сполучених Штатів і Канади, проданий разом з ідентичним Plymouth Voyager у листопаді 1983 року для моделі 1984 року. Внутрішнє оздоблення, елементи керування та інструменти були запозичені з платформи Chrysler K, а в поєднанні з нижньою підлогою, яка була забезпечена переднім приводом, Caravan відрізнявся легкою посадкою, як у автомобіля. Лінія вперше була представлена на європейському ринку в 1988 році, коли Dodge Caravans перейменували в Chryslers. Європейський Chrysler Voyager був майже ідентичний американському Dodge Caravan, за винятком того, що двигун I4 з турбонаддувом і 3,3-літровий Chrysler EGA V6 були недоступні.

### Двигуни
- 2.5 л KI4
- 3.3 л EGA V6
- 3.0 л Mitsubishi 6G72 V6

## Друге покоління (1991–1995)

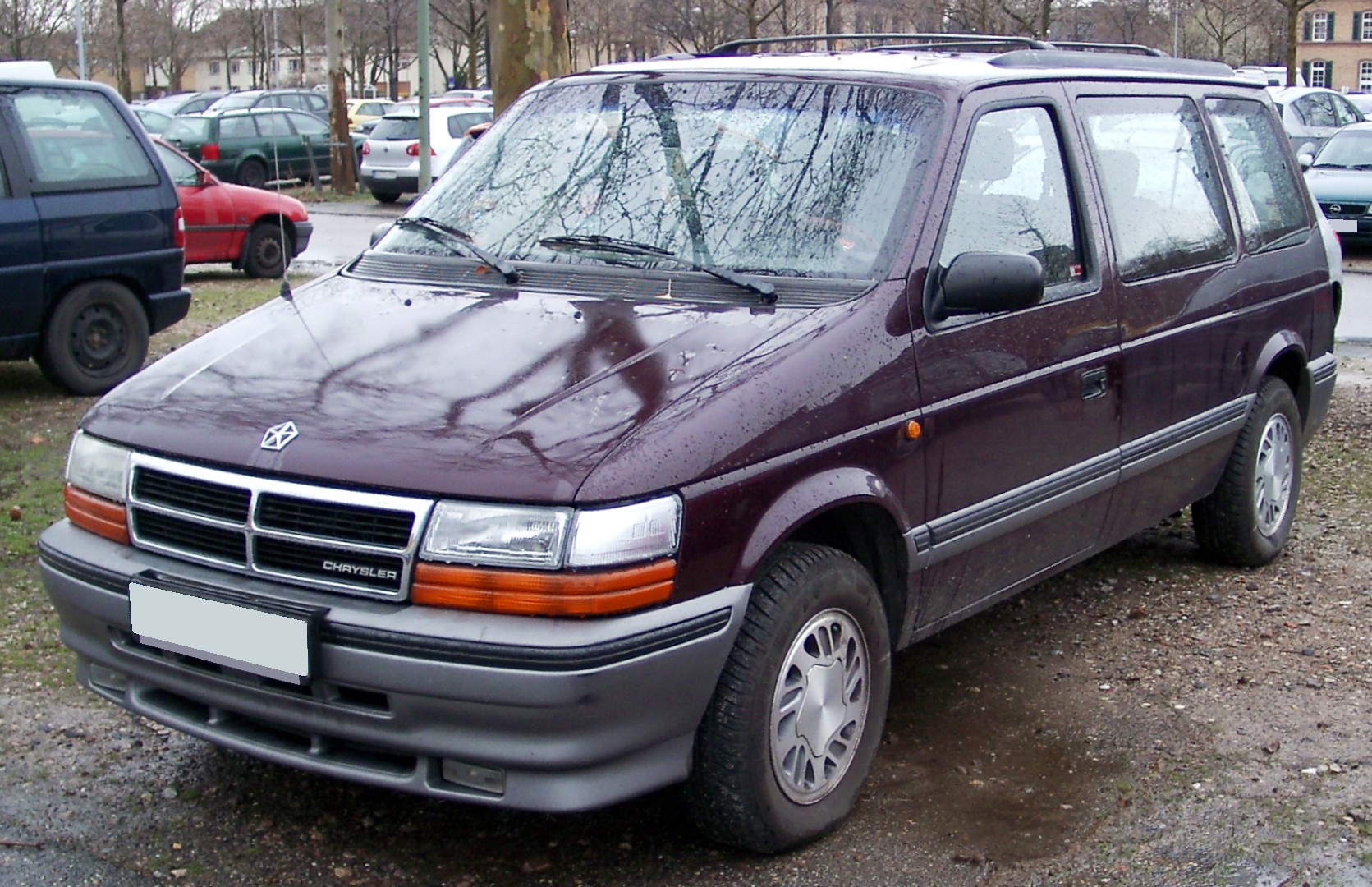
Chrysler Voyager 2

Представлений у 1991 модельному році, Chrysler Voyager у Європі продовжував бути ідентичним Dodge Caravan у Сполучених Штатах, за винятком того, що 3,8-літровий V6 не був доступний для Chrysler Voyager. Це буде останнє покоління, доступне з механічною коробкою передач. 2,5-літровий турбодизельний чотирициліндровий двигун, вироблений VM Motori, став доступним у 1994 році. У Південній Африці також були доступні військові модифікації Voyager, які включали великі паливні баки об’ємом 240 і 360 літрів.

### Двигуни
- 2.5 л K I4
- 2.5 л VM425 Turbo Diesel
- 3.0 л Mitsubishi 6G72 V6
- 3.3 л EGA V6
- 3.8 л EGH V6

## Третє покоління (1996–2000)

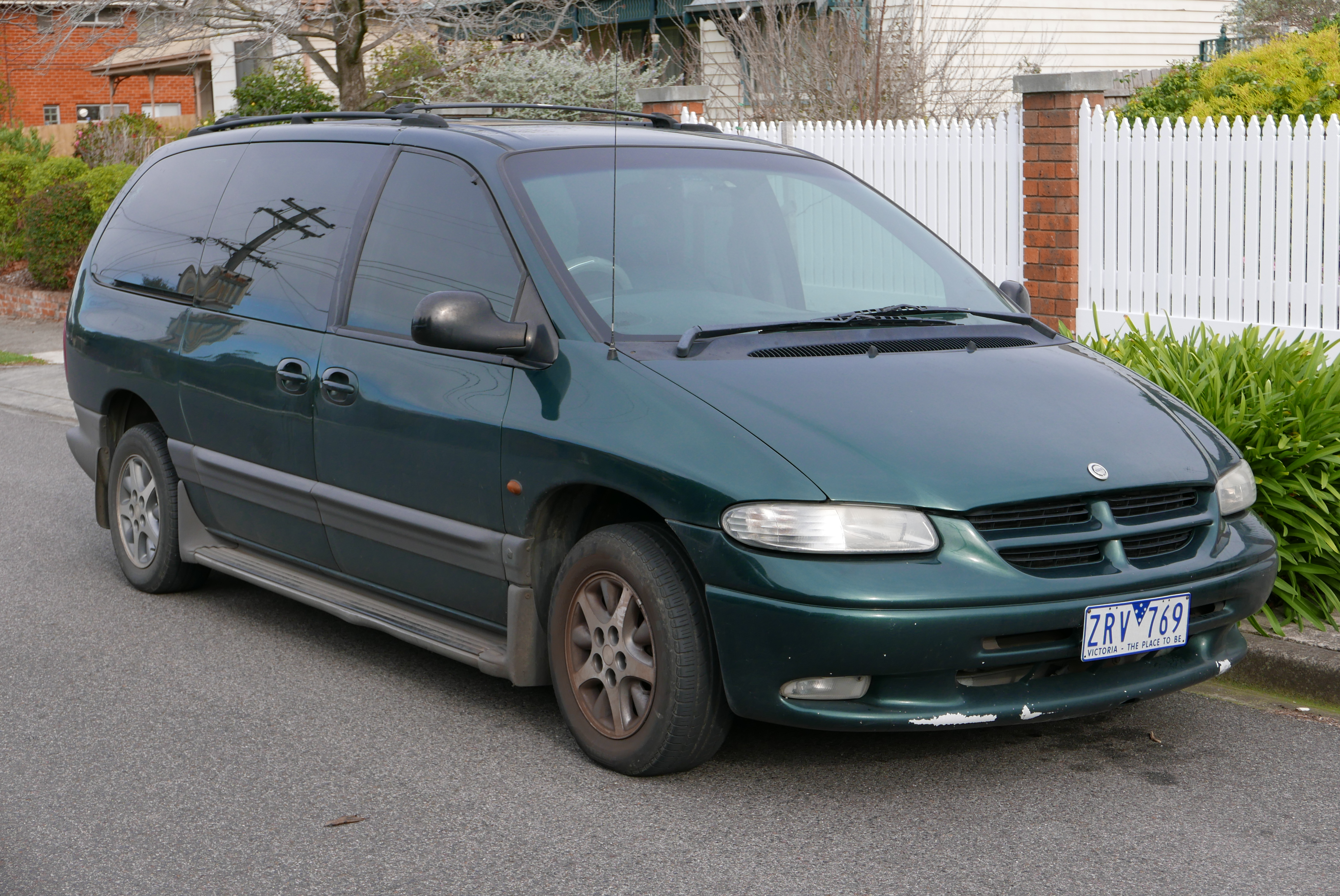
Chrysler Grand Voyager (GH)

Моделі 1996–1999 рр. у Мексиці – це Dodge Caravan з переробкою, хоча Caravan продавався разом із Voyager. У 2000 році Chrysler Voyager був ідентичним Plymouth Voyager, за винятком того, що 3,8-літровий V6 не був доступний. Базові моделі Voyager пропонувалися в більшості штатів з 2,4-літровим чотирициліндровим або 3,0-літровим двигуном Mitsubishi V6, за винятком Каліфорнії та кількох північно-східних штатів, де Mitsubishi V6 не відповідав стандартам викидів. У цих регіонах замість нього пропонувався двигун об’ємом 3,3 л.
Для європейського ринку Вояджери продовжували називатися Караванами. Унікальними для цього ринку були 2,0-літрові рядні двигуни SOHC і DOHC і 2,5-літровий турбодизель виробництва VM Motori. На європейський ринок фургони також постачалися з механічною коробкою передач і в моделі на шість пасажирів із шістьма кріслами капітана, яких немає в інших країнах.

### Двигуни
- 2.0 л A588 I4 SOHC
- 2.0 л ECC I4 DOHC
- 2.4 л EDZ I4
- 2.5 л VM425 I4 Turbo Diesel
- 3.3 л EGA V6
- 3.8 л EGH V6 (AWD)
- 3.0 л Mitsubishi 6G72 V6

## Четверте покоління (2001–2007)

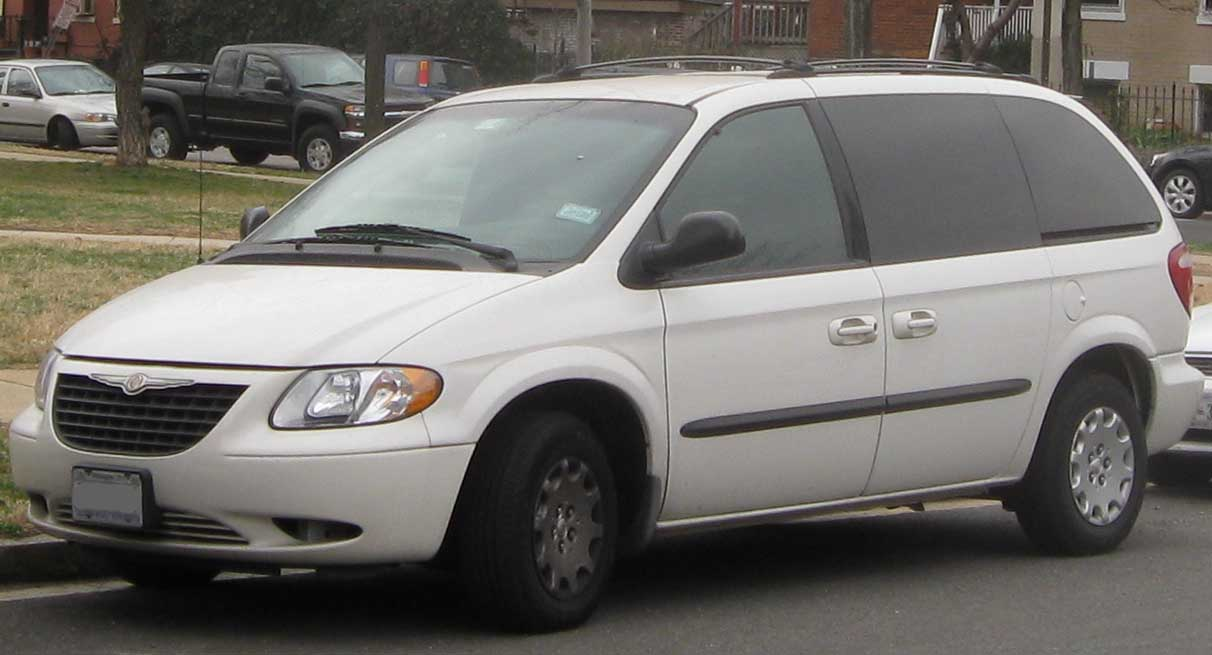
Chrysler Voyager 4

З 2001 по 2003 рік Voyager пропонувався лише у моделі SWB, замінивши SWB Plymouth Voyager. Він нагадував Town and Country більше, ніж попереднє покоління, єдиною великою косметичною відмінністю, окрім оздоблення (де Town and Country є привабливішим), було розміщення емблеми Chrysler на решітці радіатора. Після 2003 модельного року Voyager було знято з виробництва (ринок Сполучених Штатів) і замінено на Chrysler Town and Country, модель SWB. SWB Town & Country продовжувала працювати на мексиканському ринку під назвою Voyager.

### Двигуни
- 2.4 л EDZ I4
- 3.3 л EGA V6
- 3.8 л EGH V6
- 3.0 л 6G72 (Китай)
- 2.5 л Turbo Diesel R 425
- 2.8 л Turbo Diesel R 428

## П'яте покоління (2008–2016)

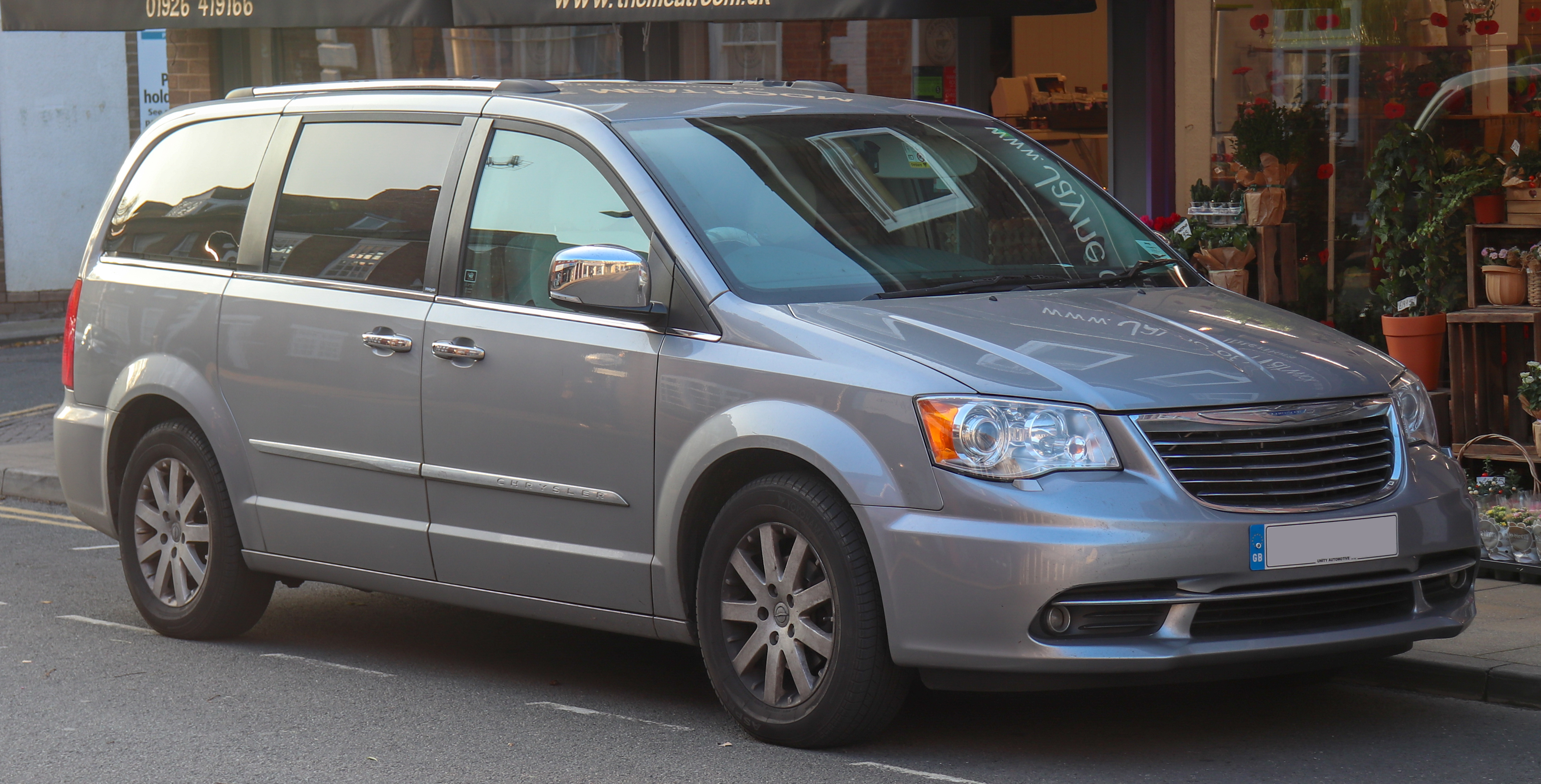
Chrysler Grand Voyager 5

Chrysler представив новий Grand Voyager у 2008 році та успішно позиціонував його на автомобільному ринку як розкішний MPV, що підходить для великих родин. Деякі версії Grand Voyager візуально ідентичні Chrysler Town & Country, які продаються на ринках Північної та Південної Америки. Подібно до інших великих багатоцільових транспортних засобів (MPV) на ринку, Grand Voyager продавався зі стандартним дизельним двигуном у Європі. Це також було перше покоління моделі, яке не продавалося як Chrysler Grand Caravan; ринки, на яких він раніше продавався під цією табличкою, отримали назву Grand Voyager або Town & Country.
Однак сидіння розташовані за схемою 2–2–3, яка є загальноприйнятою в Північній Америці, а не за схемою 2–3–2, яку часто можна побачити на позашляховиках і мінівенах у Європі. У моделях з правим кермом (RHD) важіль перемикання передач розміщено на встановленій на підлозі консолі між сидіннями, на відміну від розташування панелі приладів у моделях з LHD.

### Двигуни
- 2.8 л RA428 I4 diesel
- 3.8 л EGH V6
- 3.6 л Pentastar V6

## Шосте покоління (з 2019)

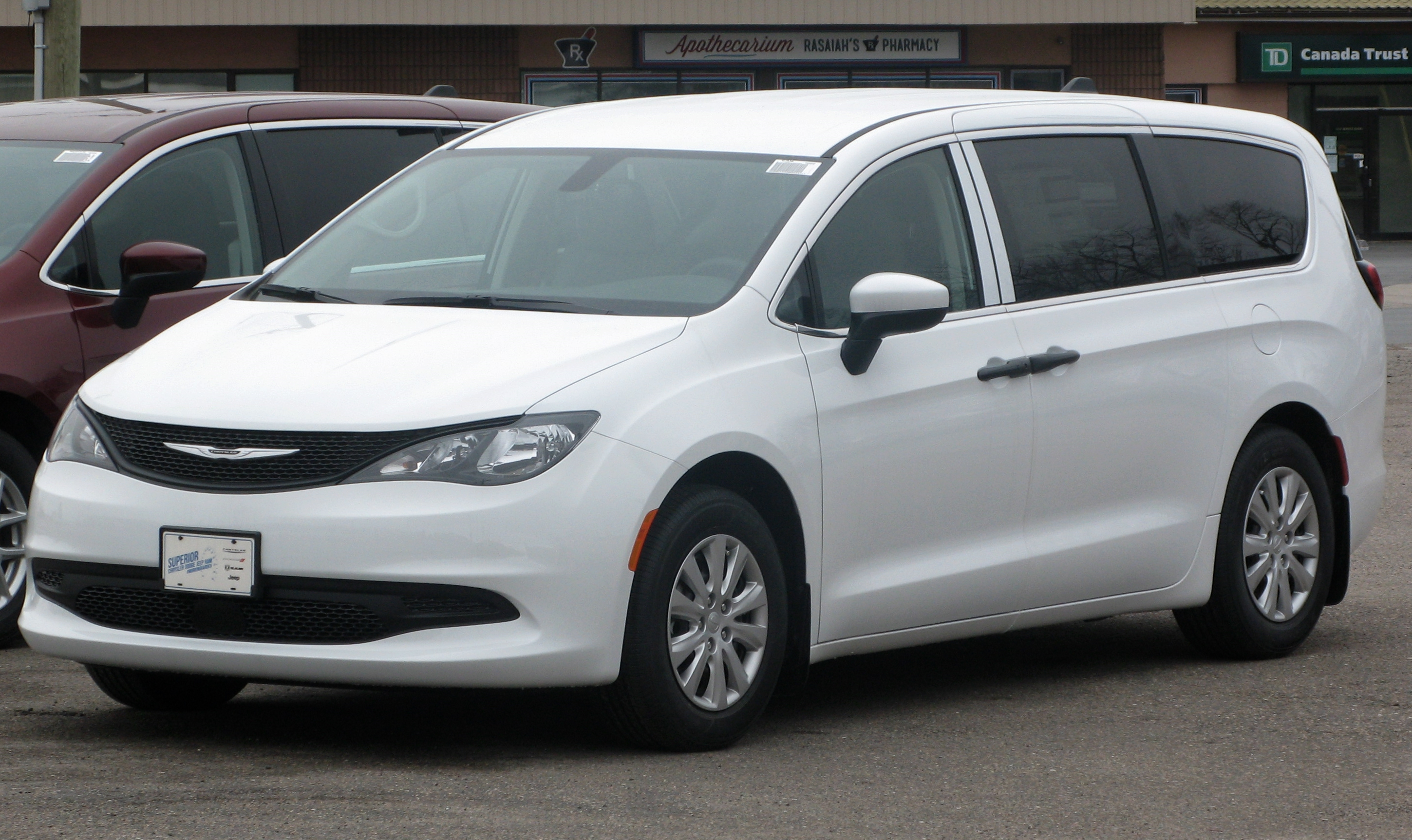
Chrysler Grand Caravan SE

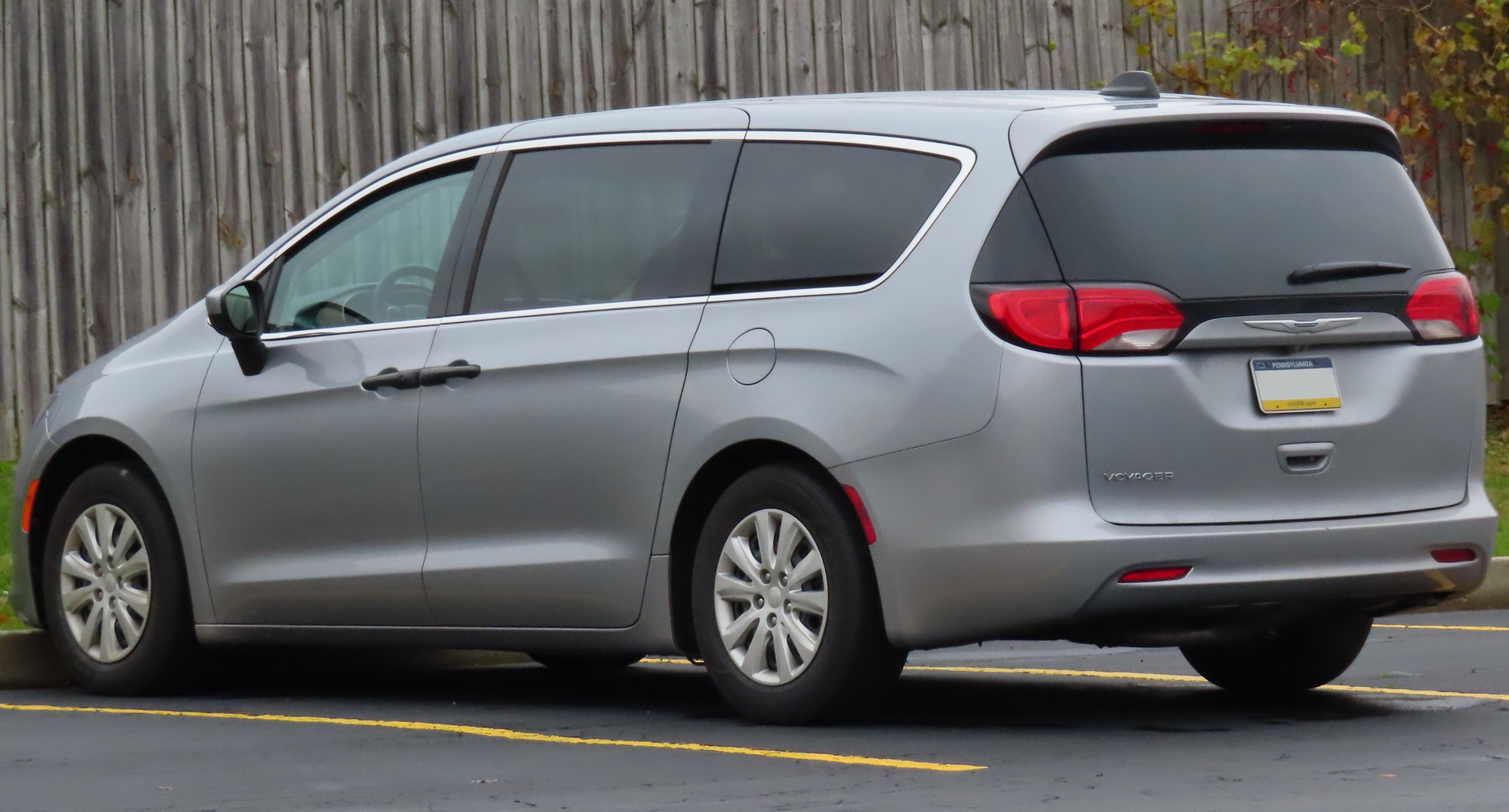
Chrysler Voyager L

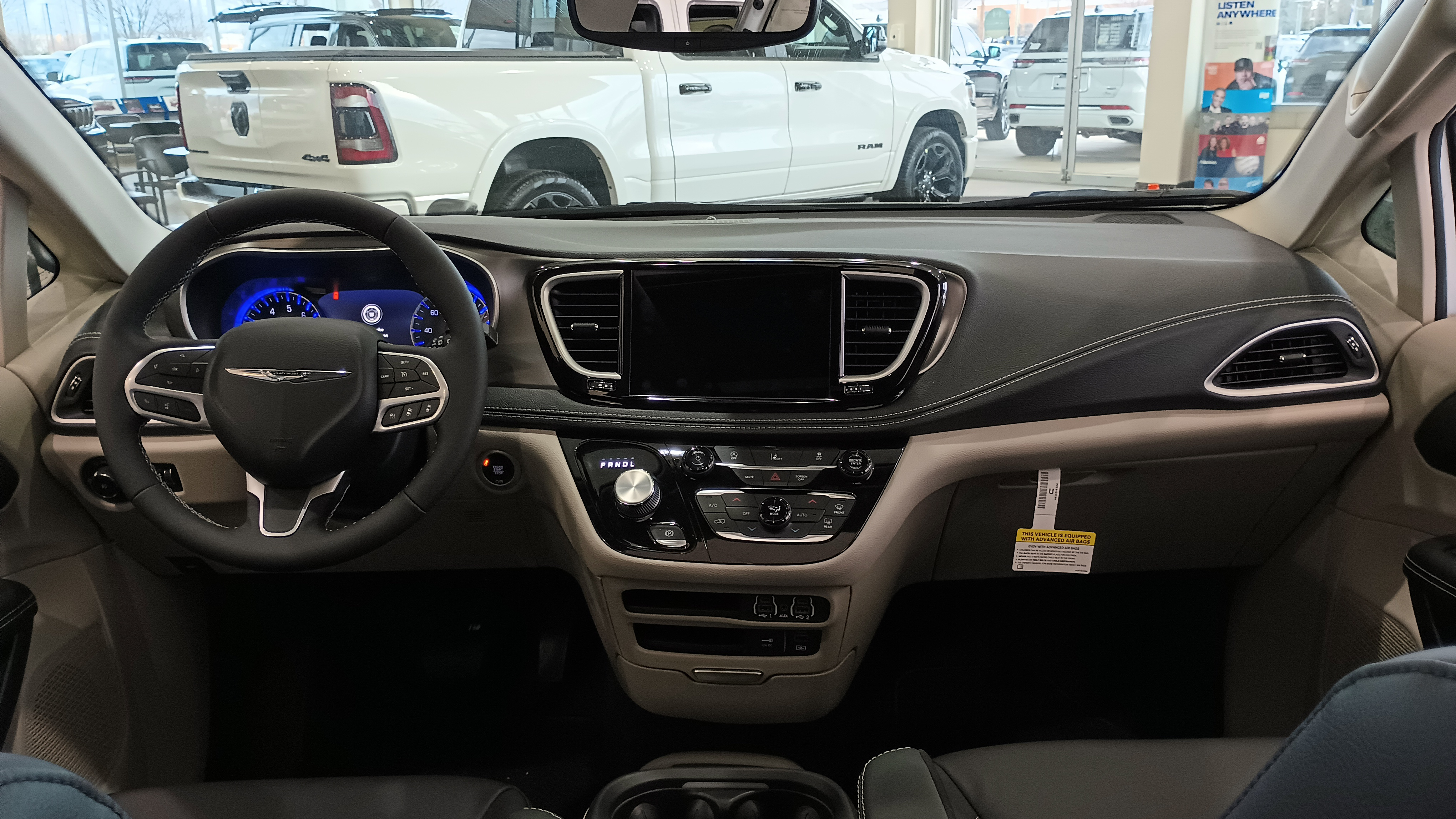

У 2020 модельному році бюджетні моделі Chrysler Pacifica L і LX були відокремлені від лінійки Pacifica та отримали назву Voyager. Це знаменує повернення таблички Voyager до лінійки моделей Chrysler, де вона востаннє використовувалася в 2016 році, і на ринок Північної Америки, де вона востаннє використовувалася в 2003 і 2008 роках у Сполучених Штатах і Мексиці відповідно. На додаток до рівнів комплектації L і LX, для автопарків буде доступна модель LXi.
Voyager 2020 року надійшов у продаж у США восени 2019 року з базовою ціною від 26 985 доларів США за початкову модель L до 32 995 доларів США за модель LXi, призначену лише для парку. Сидіння для семи пасажирів, аудіосистема з шістьма динаміками з активним шумозаглушенням, Apple CarPlay і Android Auto є стандартними для всіх моделей. Серед доступних опцій є SafetyTec Group, яка включає систему допомоги при паркуванні ззаду, моніторинг сліпих зон і виявлення перехресної дороги ззаду. LX додає супутникове радіо SiriusXM і 17-дюймові алюмінієві колеса. Лише для автопарку LXi додає сидіння, оздоблені шкірозамінником, які легко очищаються, і подвійний підігрів передніх ковшеподібних сидінь. Моделі LX і LXi опціонально пропонують розважальну систему DVD з одним екраном. Усі Voyagers будуть оснащені тим самим бензиновим двигуном Pentastar V6 об’ємом 3,6 л із змінним газорозподілом (VVT), що й Chrysler Pacifica, потужністю 283 кінських сили (211 кВт) і крутним моментом 262 фунт⋅фут (355 Н⋅м) у поєднанні з дев'ятиступінчаста автоматична коробка передач 948TE виробництва ZF, керована поворотною ручкою керування, встановленою на центральній консолі Voyager. На відміну від Chrysler Pacifica, який доступний з приводом на передні колеса (FWD) або повним приводом (AWD), Voyager пропонується лише з приводом на передні колеса.
Виробництво Dodge Grand Caravan завершилося в 2020 році, завдяки чому Voyager став новим мінівеном у лінійці FCA для США. У Канаді табличка Voyager не використовувалася до 2020 року, і всі моделі все ще носили назву Pacifica. У 2021 модельному році FCA почала продавати Voyager як Chrysler Grand Caravan у Канаді.
Voyager 2022 року призначений виключно для покупців автопарків. Пропонований лише в моделі LX, Voyager 2022 включає стандартні функції, зокрема підігрів передніх сидінь і керма, сидіння Stow 'n Go другого ряду, систему фільтрації чистого повітря, систему Uconnect 5, а також розсувні двері з електроприводом і задні підйомні ворота. Є лише два пакети опцій, які забезпечують додаткові функції допомоги водієві та підключення.
Kelley Blue Book прогнозує, що модель Voyager 2022 року випуску лише для автопарку матиме «привабливі пропозиції на ринку вживаних автомобілів», оскільки орендні компанії почнуть продавати їх через кілька років.
Публічні продажі Voyager були припинені в 2021 році, що зробило його ексклюзивною моделлю автопарку.

### Двигуни
- 3.6 л Pentastar V6 291 к.с.